# Ritchie Valens
Richard Steven Valenzuela, mais conhecido como Ritchie Valens (Los Angeles, 13 de maio de 1941 — Clear Lake, 3 de fevereiro de 1959) foi um músico, compositor e guitarrista norte-americano, descendente de mexicanos, nascido em Pacoima (Vale de São Fernando), no subúrbio de Los Angeles, Califórnia, Estados Unidos.

## Biografia
Ritchie nasceu em uma família conturbada. Sem auxílio de seu pai, ele tinha apenas o apoio da mãe. Seu irmão mais velho, Bob Morales, tinha um caráter problemático, irascível e encrenqueiro, constantemente se envolvendo em incidentes violentos que por várias vezes arrastaram o irmão famoso para suas brigas. Ritchie ficou famoso interpretando músicas de rock. Seu grande sucesso foi a canção "La Bamba", que mais tarde nomearia um filme sobre sua vida. Também foi regravada pelo grupo Los Lobos quase 30 anos depois.

### Carreira
Ao completar 15 anos, comprou sua primeira guitarra e, em 1957, já com 16 anos, formou uma banda chamada Satellites, formada por dois negros, um americano de ascendência mexicana e um de origem japonesa.
Meses depois, Valens foi descoberto por Bob Keane. Após sessenta tentativas (como descritas no filme La Bamba) conseguiu chegar ao take definitivo de "Come On Let's Go" e, assim, chegou às lojas seu primeiro compacto, já com o seu nome artístico.
No segundo semestre de 1958, durante o início do Rock and roll, a carreira de Ritchie Valens estava em ascendência, tomando um grande impulso quando participou do filme Go Johnny Go e logo depois produziu seus dois grandes hits: "Donna", uma balada romântica que fizera para uma paixão de colégio, que alcançou o segundo lugar nas paradas norte-americanas, e "La Bamba", que é a releitura de uma canção folclórica mexicana, de mesmo nome, a qual tomou a decisão de gravá-la após cruzar a fronteira e dar um passeio em Tijuana. Outras baladas que fizeram deste jovem artista conhecido no cenário musical "Ooh! My Head" e o cover de "We Belong Together", que chegaram às mais altas paradas de sucesso dos Estados Unidos.

### Morte precoce
Em 3 de fevereiro de 1959, Valens, que tinha apenas 17 anos, Buddy Holly e The Big Bopper morreram em um acidente de avião. Após uma performance no Surf Ballroom em Clear Lake, Iowa, o pequeno avião Beechcraft Bonanza no qual viajavam entrou em uma tempestade de neve cega e bateu no milharal de Albet Juhl, algumas milhas depois, à 1h05. Esse acidente ficou conhecido como "o dia em que a música morreu", retratado posteriormente na canção American Pie, de Don McLean.
O rockeiro brasileiro Raul Seixas preferiu dizer que o dia 3 de fevereiro de 1959 foi "o dia em que o rock bateu as botas". Com tal afirmação, Seixas sugeria que a morte precoce dos músicos deixou o rock sem uma possível significativa contribuição, que poderia influenciar tudo o que é hoje conhecido acerca deste estilo musical.
Ritchie Valens, durante sua breve carreira, produziu dois álbuns. Quando se interessou pelo rock, Valens já possuía uma base musical sedimentada no pop, no jazz e na música folclórica mexicana, apesar de não falar bem a língua espanhola. Após sua morte, pouco do material inédito disponível de Valens foi lançado.

## Discografia

### Álbuns originais
| Ano  | Álbum                          | Gravadora      |
| ---- | ------------------------------ | -------------- |
| 1959 | Ritchie Valens                 | Del-Fi Records |
| 1959 | Ritchie                        | Del-Fi Records |
| 1960 | In Concert at Pacoima Jr. High | Del-Fi Records |

### Álbuns de compilação
| Ano  | Álbum                                               | Gravadora                          |
| ---- | --------------------------------------------------- | ---------------------------------- |
| 1962 | Ritchie Valens Memorial Album                       | Del-Fi Records                     |
| 1964 | Ritchie Valens...His Greatest Hits Volume 2         | Del-Fi Records                     |
| 1981 | History of Ritchie Valens                           | Rhino Entertainment                |
| 1987 | The Best of Ritchie Valens                          | Rhino Entertainment                |
| 1987 | La Bamba '87                                        | Del-Fi Records                     |
| 1993 | The Ritchie Valens Story                            | Rhino Entertainment/Del-Fi Records |
| 1995 | Rockin' All Night - The Very Best of Ritchie Valens | Del-Fi Records                     |
| 1998 | Come On, Let's Go!                                  | Del-Fi Records                     |
| 1999 | The Very Best of Ritchie Valens                     | Repertoire Records                 |

### Singles
| 1958                                                    | "Come On, Let's Go"      | 42   | 51   | Ritchie Valens     |
| 1958                                                    | "Donna"/"La Bamba"       | 2 22 | 2 49 | Ritchie Valens     |
| 1959                                                    | "Fast Freight"           | —    | —    | Ritchie            |
| 1959                                                    | "That's My Little Suzie" | 55   | 43   | Ritchie Valens     |
| 1959                                                    | "Little Girl"            | 92   | 93   | Ritchie            |
| 1959                                                    | "Stay Beside Me"         | —    | —    | Ritchie            |
| 1960                                                    | "The Paddiwack Song"     | —    | —    | Ritchie            |
| 1987                                                    | "La Bamba '87"           | —    | —    | —                  |
| 1998                                                    | "Come On, Let's Go"      | —    | —    | Come On, Let's Go! |
| "—" denota que o single não entrou nas paradas musicais |                          |      |      |                    |